# Rozvoj
Rozvoj je označení procesu, který má za cíl zlepšování původního stavu, či jeho přetvoření do lepší podoby. Rozvoj je chápán jako proces zlepšování, vedoucí ke vzniku lepší verze než byla předchozí, ze které vycházela. Opakem rozvoje je úpadek, kdy nedochází ke zlepšování, ale k pozastavení, či případně zhoršování stavu.

## Aplikace výrazu rozvoj
Termín se často používá ve spojení s procesem utváření lidské osobnosti, kdy se hovoří o rozvoji osobnosti. Další jeho použití je spojeno s výstavbou, kdy se používá pro rozvoj podniku, měst, atd. Trvale udržitelný rozvoj je pak takový celospolečenský pokrok, který zachovává fungující životní prostředí, jež je pro trvalý rozvoj nepostradatelné.

## Měření rozvoje
Pro srovnání klíčových rozměrů lidského rozvoje se používá Index lidského rozvoje (anglicky Human Development Index, HDI). Mezi tyto hlavní ukazatele rozvoje patří dlouhý a zdravý život, přístup ke vzdělání, životní standard a celková vyspělost státu. 